# Palatul tare

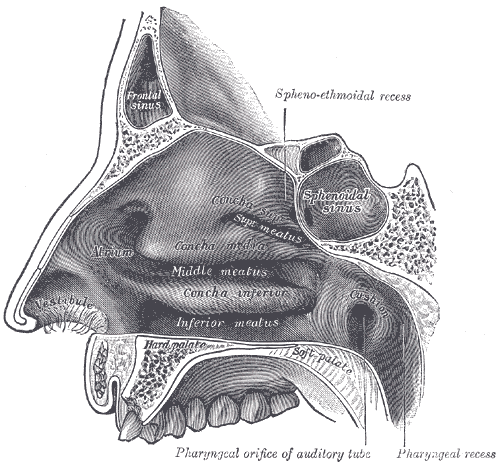
Peretele lateral al cavităților nazale

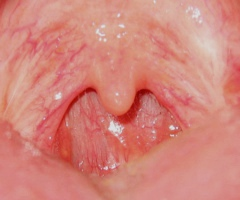
Palatul moale. Aici amigdalele au fost îndepărtate cu amigdalectomie

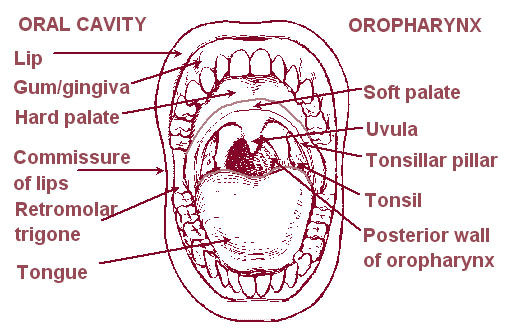
Cavitatea bucală